# Cavallina storna (film)
Cavallina storna è un film italiano del 1953 diretto da Giulio Morelli.

## Trama
Romagna, 1867. Sandro Fabbri, giovane ingegnere, accompagna da Bologna a San Mauro di Romagna, Mariù Pascoli, una giovane che lui frequentava già da qualche tempo. Durante il viaggio Sandro le dichiara il suo amore, ma le confida di essere il figlio illegittimo del capitano Baroni, accusato di essere responsabile della morte di Ruggero Pascoli, il padre di Mariù.
Ruggero, tanti anni indietro, era un amministratore della tenuta di un principe e il capitano era alle sue dipendenze: scoperta una malversazione di quest'ultimo, corse a denunciarlo. Alla sera, mentre rientrava a casa col calesse e con in mano due bambole da dare in dono alle due bambine, qualcuno gli sparò a tradimento; quel qualcuno, secondo la polizia, era il capitano. Lo sguardo della ragazza si fa cupo e lo allontana improvvisamente chiedendogli di non cercarla mai più. Una volta rientrata a casa, viene accolta dalla zia che, per distrarla, le propone il fidanzamento con un giovane del paese che da tempo attendeva quel momento. L'ingegnere invece, quando rientra a casa del padre, vi trova Dalgisa, l'avvenente governante, impegnata ad amoreggiare con un maturo garzone. Non sa che quella tresca è stata architettata ad arte per nascondere la verità: Dalgisa è in realtà l'amante del capitano e quest'ultimo era realmente l'assassino di Ruggero: Dalgisa aveva mentito durante l'interrogatorio alla polizia per far sì che il delitto rimanesse senza colpevoli.
Sandro cerca continuamente Mariù per cercare di capire il motivo del suo rifiuto, anche il padre resta vago e solo Matilda, zia della ragazza, esasperata dalla sua insistenza gli rivela che la famiglia e tutto il paese considerano Baroni l'assassino di Ruggero pur non avendo nessuna prova.
Baroni intanto si sta preparando per fuggire assieme al figlio e litiga con Dalgisa che  si sente tradita dall'uomo per il quale ha mentito e dal quale non ha ottenuto nulla in cambio.
Sandro e Mariù si rivedono ma la ragazza non può dimenticare la sofferenza vissuta dalla famiglia; il ragazzo invece è convinto dell'innocenza del padre e la accusa di aver instillato in lui il dubbio proprio adesso che sta per essere riconosciuto e acquisire il suo cognome. Il ragazzo sarebbe disposto a dimenticare tutto e sposare Mariù, dopotutto se il padre fosse davvero colpevole ci sarebbe stato un segno.
All'improvviso sentono gridare, la stalla di Baroni ha preso fuoco e nel tentativo di mettere in salvo gli animali Baroni viene bloccato da Dalgisa, responsabile dell'incendio e entrambi muoiono. Quando l'inserviente grida "la mano di Dio" i giovani si rendono conto della verità e si separano, questa volta per sempre.

## Commento
Il film, ispirato alle poesie di Giovanni Pascoli, La cavalla storna, X agosto, Un ricordo e Il nido di Farlotti, rientra nel filone dei melodrammi strappalacrime, allora molto in voga tra il pubblico italiano, in seguito ribattezzato dalla critica neorealismo d'appendice.
Venne girato per gli interni negli studi del centro S.A.F.A. Palatino di Roma.
Iscritto al P.R.C. con il numero 1.391, venne presentato alla Commissione di Revisione Cinematografica, presieduta da Teodoro Bubbio, il 13 ottobre 1953 e ottenne il visto di censura n. 15.268 del 23 ottobre 1953, con una lunghezza accertata della pellicola di 2.203 metri, senza nessun taglio.
La sigla S.C.I.A.C. significa Società Cooperativa Italiana Attori Cinematografica, e produsse solo questo film.

## Distribuzione
Il film ebbe parecchi problemi distributivi, riuscendo ad arrivare nelle sale cinematografiche italiane soltanto nel 1956, ben tre anni dopo la sua realizzazione.

## Accoglienza
La pellicola incassò 145.000.000 di lire dell'epoca, mentre passò praticamente inosservata dalla critica.